# NGC 4036
NGC 4036 (другие обозначения — UGC 7005, MCG 10-17-125, ZWG 292.59, IRAS11588+6210, PGC 37930) — галактика в созвездии Большая Медведица.
Этот объект входит в число перечисленных в оригинальной редакции «Нового общего каталога».
В галактике вспыхнула сверхновая SN 2007gi типа Ia, её пиковая видимая звездная величина составила 16,3.
Галактика NGC 4036 входит в состав группы галактик NGC 4036. Помимо NGC 4036 в группу также входят NGC 4041, IC 758, UGC 7009 и UGC 7019.
Галактика NGC 4036 входит в состав группы галактик NGC 4125. Помимо NGC 4036 в группу также входят ещё 13 галактик.